# Heinrich Köberle
Heinrich „Heini“ Köberle (* 11. Oktober 1946; † 15. April 2023) war ein deutscher Rennrollstuhlfahrer.

## Leben
Heinrich Köberle war als Schwerbehinderter auf den Rollstuhl angewiesen. Trotz dieser schweren Behinderung wollte er aktiv Sport betreiben. Als Disziplin wählte er für sich die Leichtathletik und innerhalb dieser Sparte den Rollstuhlmarathon aus, der 1984 olympische Disziplin wurde. Bei den Paralympischen Spielen 1984 in New York war er mit der deutschen Leichtathletikmannschaft dabei. Als einziger von drei Teilnehmern im Rollstuhlmarathon in der Leistungsgruppe 1A erreichte er die Ziellinie und gewann somit die Goldmedaille in der Zeit von 3:41:47 h.
Diesen Erfolg wiederholte er bei den Paralympischen Spielen 1988 in Seoul und 1992 in Barcelona, bei denen er ebenfalls Sieger im Marathon wurde, diesmal aber gegen mehr Konkurrenten.
Seine vierte Goldmedaille im Rollstuhlmarathon gewann er bei den Paralympischen Spielen 1996 in Atlanta. Hier siegte er in der Zeit von 2:49,11 h.
Für den Gewinn der Goldmedaille 1992 wurde er 1993 von Bundespräsident Richard von Weizsäcker mit dem Silbernen Lorbeerblatt ausgezeichnet.